# Jardin de l'Hôtel-de-Sens
Le jardin de l'Hôtel-de-Sens est un espace vert du 4e arrondissement de Paris, dans le quartier Saint-Gervais.

## Situation et accès
Le jardin est accessible par le 7, rue des Nonnains-d'Hyères.
Il est desservi par la ligne 7 à la station Pont Marie.

## Historique
Le jardin de l'hôtel des archevêques de Sens est créé en 1957.